# Чинеры
 Чине́ры (чув. Чĕнер) — деревня в Мариинско-Посадском муниципальном округе Чувашской Республики. Входила с 2004 до 2023 гг в состав Бичуринского сельского поселения. С 2023 года входит в состав Бичуринского территориального отдела.

## География
Находится в северо-восточной части Чувашии, на расстоянии приблизительно 28 км на юг-юго-восток от районного центра города Мариинский Посад.

## История
Известна с 1858 года, когда было учтено 220 жителей. В 1897 году было учтено 309 жителей, в 1906 — 62 двора, 370 жителей, в 1926 — 62 двора, 339 жителей, в 1939—312 жителей, в 1979 — 73. В 2002 году было 15 дворов, 2010 — 11 домохозяйств. В 1929 году был образован колхоз «Стрела», в 2010 году действовал СХПК «Бичуринский».

## Население
Постоянное население составляло 14 человек (чуваши 100 %) в 2002 году, 18 в 2010.